# Sancho Garcés IV de Pamplona
Sancho Garcés IV (c. 1039-4 de junio de 1076), llamado «el de Peñalén» o «el Noble», fue rey de Pamplona entre 1054 y 1076. 

## Biografía
Hijo y sucesor de García Sánchez III de Pamplona y Estefanía, fue proclamado rey a la muerte de su padre en la batalla de Atapuerca, a la edad de catorce años. Hasta los dieciocho fue guiado por su madre, quien, fiel a la voluntad de su esposo, atendió a la fundación del Monasterio de Santa María de Nájera, donde el monarca navarro fue enterrado. 
Aliado con su tío Ramiro I de Aragón, se dedicó a presionar a la taifa de Zaragoza para obtener la sumisión de Al-Muqtadir, sin éxito ya que Al-Muqtadir de Zaragoza, además de pagar los impuestos de la sumisión, logró enfrentar al navarro con su primo, el rey Sancho Ramírez de Aragón, que había sucedido a su padre en el 1063. 
Sancho IV tuvo que soportar varios conflictos por las tierras de Castilla, aún en poder del reino de Pamplona, por lo cual se veía obligado a mantener permanentemente las fronteras bien aseguradas. 
Las pretensiones expansionistas de Sancho II el Fuerte de Castilla provocaron la llamada Guerra de los Tres Sanchos (1067), en la que Sancho II arrebataría a Sancho IV la Bureba, Pancorbo y Montes de Oca. 

Mapa del reparto del Reino de Pamplona tras la muerte de Sancho IV el de Peñalén en 1076 superpuesto a las fronteras de la actual Navarra
Zona ocupada por Alfonso VI de Castilla
Zona ocupada por Sancho Ramírez de Aragón
Reino de Pamplona, tenido por el monarca aragonés en homenaje al castellano

El rey se enajenó el apoyo de la nobleza por su forma autoritaria de reinar, por la ausencia de tenencias u honores que repartir entre los nobles y por la paralización de la Reconquista, que privaba a estos de tierras y botines. Se urdió entonces una conjura para acabar con la vida del rey navarro, que contó con la colaboración de los propios parientes de Sancho. Finalmente, el monarca navarro fue asesinado en Peñalén, término perteneciente a Funes, cuando estaba distraído en una cacería. Su hermano Ramón le precipitó al vacío desde un barranco, el 4 de junio de 1076.  El vacío de poder subsiguiente fue aprovechado por Alfonso VI de León, que ocupó La Rioja y el actual País Vasco, y por Sancho Ramírez de Aragón, que fue proclamado rey de Pamplona. 
Durante los siguientes cincuenta y ocho años el reino de Pamplona permaneció vinculado a Aragón y sus reyes, hasta la proclamación de García Ramírez el Restaurador en 1134. Para entonces, el reino se había quedado sin fronteras en común con el islam, lo que imposibilitaba que pudiera expandirse mediante la Reconquista y, además, significaba que se había quedado completamente rodeado de tres reinos cristianos mucho mayores: Aragón, Castilla y Francia. La hegemonía pamplonesa de los tiempos de Sancho III el Mayor se había desvanecido por completo.

## Nupcias y descendencia
Contrajo matrimonio alrededor de 1068 con Placencia de Normandía (muerta después del 14 de abril de 1088) con quien tuvo un hijo: 
- García Sánchez de Pamplona,[4] que aún vivía en 1095,[5] rey titular de Pamplona en 1076, que fue desplazado por Sancho I, rey de Aragón que se repartió (apoyado por la nobleza que no quiso un rey niño) el solar navarro con el reino de Castilla.

Sancho Garcés IV tuvo varios hijos ilegítimos. Con Jimena tuvo a:
- Raimundo Sánchez (nacido antes de 1071, muerto después de 1110), señor de Esquíroz.

También fue padre de otros hijos ilegítimos:
- Urraca Sánchez[7] (muerta después de 1072), con su educación puesta al cuidado del abad Aznar del monasterio de Santa María y San Agustín de Larrasoaña.[8][9]
- Ramiro Sánchez[7]
- García Sánchez,[7] mencionado en el diploma del 18 de junio de 1071 de la catedral de Pamplona.[c]

| Predecesor: García Sánchez III | Rey de Pamplona 1054-1076 | Sucesor: Sancho Ramírez |